# 科爾帕斯區
10°15′52″S 76°25′07″W / 10.2645°S 76.4186°W
科爾帕斯區（西班牙語：Distrito de Colpas），是秘魯的一個區，位於該國中部瓦努科大區的安博省，始建於1955年11月24日，面積183.2平方公里，海拔高度2,700米，2005年人口2,872，人口密度每平方公里16人。